# Gennan Inseki
Gennan Inseki (井上幻庵因硕, Inoue Genan Inseki, 1798 - 1859) foi um jogador de Go profissional do Japão, e chefe da Casa Inoue 1824-1846. 
Por várias vezes ele era conhecido como Hattori Rittetsu, Inoue Ansetsu, Intetsu. Um talentoso jogador de alto nível, mas sem sorte. Ele estava envolvido em um dos mais famosos jogos, o jogo contra Honinbo Shusaku contendo o "movimento da orelha-vermelha".